# Águia Branca
Águia Branca là một đô thị thuộc bang Espírito Santo, Brasil. Đô thị này có diện tích 449,63 km², dân số năm 2007 là 9150 người, mật độ 20,35 người/km².